# Dorfkirche Mörla

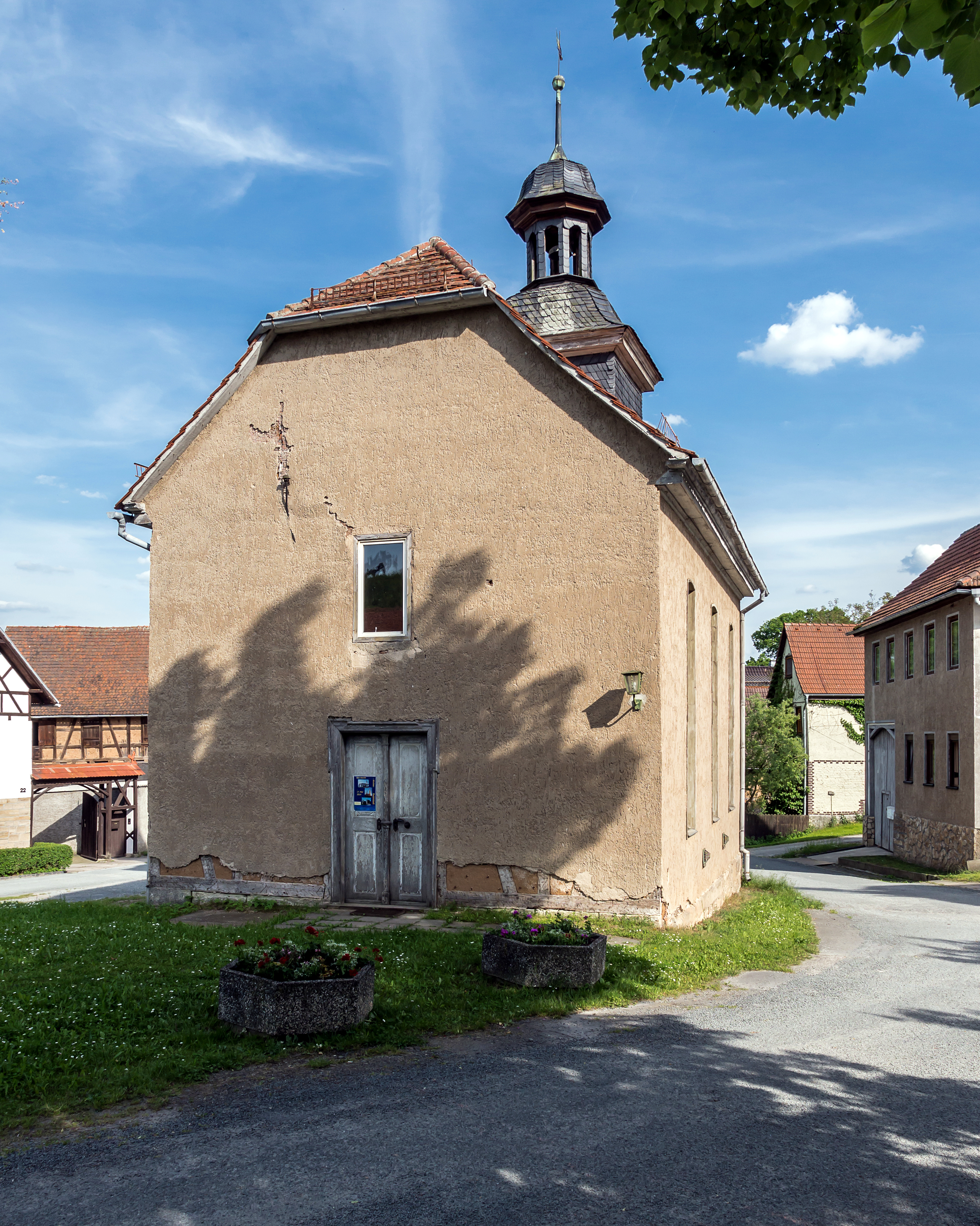
Dorfkirche Mörla

Die evangelische Dorfkirche Mörla steht im Ortsteil Mörla der Stadt Rudolstadt im Landkreis Saalfeld-Rudolstadt in Thüringen.

## Geschichte
Nur die Wetterfahne verrät den Vorübergehenden die Jahreszahl der Kirche; auf ihr ist die Zahl 1794 eingestanzt.
Der letzte Innenausbau fand 1960 statt.